# Unione Sportiva Sassuolo Calcio 2025-2026
Questa voce raccoglie le informazioni riguardanti l'Unione Sportiva Sassuolo Calcio nelle competizioni ufficiali della stagione 2025-2026.

## Divise e sponsor
Lo sponsor tecnico per stagione 2025-2026 è Puma. Il Sassuolo conferma come main sponsor Mapei, come official sponsor Acciaieria Arvedi.
| Casa | Trasferta |

## Rosa
Rosa e numerazione aggiornati al 15 agosto 2025. 
 In corsivo i calciatori ceduti durante la stagione
| N. |                          | Ruolo | Calciatore                  |
| -- | ------------------------ | ----- | --------------------------- |
| 1  | Italia (bandiera)        | P     | Alessandro Russo            |
| 2  | Italia (bandiera)        | D     | Filippo Missori             |
| 3  | Scozia (bandiera)        | D     | Josh Doig                   |
| 5  | Guinea-Bissau (bandiera) | D     | Fali Candé                  |
| 6  | Polonia (bandiera)       | D     | Sebastian Walukiewicz       |
| 7  | Italia (bandiera)        | A     | Cristian Volpato            |
| 8  | Italia (bandiera)        | C     | Andrea Ghion                |
| 9  | Italia (bandiera)        | A     | Samuele Mulattieri          |
| 10 | Italia (bandiera)        | A     | Domenico Berardi (capitano) |
| 11 | Italia (bandiera)        | C     | Daniel Boloca               |
| 12 | Italia (bandiera)        | P     | Giacomo Satalino            |
| 13 | Italia (bandiera)        | P     | Stefano Turati              |
| 14 | Danimarca (bandiera)     | A     | Laurs Skjellerup            |
| 15 | Italia (bandiera)        | D     | Edoardo Pieragnolo          |
| 16 | Italia (bandiera)        | P     | Gioele Zacchi               |
| 17 | Colombia (bandiera)      | D     | Yeferson Paz                |
| 19 | Italia (bandiera)        | D     | Filippo Romagna             |

| N. |                                 | Ruolo | Calciatore          |
| -- | ------------------------------- | ----- | ------------------- |
| 20 | Gambia (bandiera)               | A     | Alieu Fadera        |
| 21 | Indonesia (bandiera)            | D     | Jay Idzes           |
| 24 | Italia (bandiera)               | A     | Luca Moro           |
| 25 | Argentina (bandiera)            | A     | Agustín Álvarez     |
| 26 | Paesi Bassi (bandiera)          | D     | Cas Odenthal        |
| 35 | Italia (bandiera)               | C     | Luca Lipani         |
| 42 | Norvegia (bandiera)             | C     | Kristian Thorstvedt |
| 44 | Italia (bandiera)               | C     | Edoardo Iannoni     |
| 45 | Francia (bandiera)              | A     | Armand Laurienté    |
| 49 | Kosovo (bandiera)               | P     | Arijanet Murić      |
| 77 | Italia (bandiera)               | A     | Nicholas Pierini    |
| 80 | Bosnia ed Erzegovina (bandiera) | D     | Tarik Muharemović   |
| 90 | Canada (bandiera)               | A     | Ismaël Koné         |
| 99 | Italia (bandiera)               | A     | Andrea Pinamonti    |
|    | Italia (bandiera)               | C     | Fabrizio Caligara   |
|    | Brasile (bandiera)              | D     | Ruan Tressoldi      |

## Calciomercato

### Sessione estiva(dal 01/07 al 01/09)
| Acquisti         | Acquisti         | Acquisti         | Acquisti         |
| R.               | Nome             | da               | Modalità         |
| Altre operazioni | Altre operazioni | Altre operazioni | Altre operazioni |
| R.               | Nome             | da               | Modalità         |
| ---------------- | ---------------- | ---------------- | ---------------- |

| Cessioni         | Cessioni         | Cessioni         | Cessioni         |
| R.               | Nome             | a                | Modalità         |
| Altre operazioni | Altre operazioni | Altre operazioni | Altre operazioni |
| R.               | Nome             | a                | Modalità         |
| ---------------- | ---------------- | ---------------- | ---------------- |

### Sessione invernale (dal 02/01 al 31/01)
| Acquisti         | Acquisti         | Acquisti         | Acquisti         |
| R.               | Nome             | da               | Modalità         |
| Altre operazioni | Altre operazioni | Altre operazioni | Altre operazioni |
| R.               | Nome             | da               | Modalità         |
| ---------------- | ---------------- | ---------------- | ---------------- |

| Cessioni         | Cessioni         | Cessioni         | Cessioni         |
| R.               | Nome             | a                | Modalità         |
| Altre operazioni | Altre operazioni | Altre operazioni | Altre operazioni |
| R.               | Nome             | da               | Modalità         |
| ---------------- | ---------------- | ---------------- | ---------------- |

## Risultati

### Serie A

#### Girone di andata
| Reggio Emilia 23 agosto 2025, ore 18:30 CEST 1ª giornata | Sassuolo | – referto | Napoli | Mapei Stadium - Città del Tricolore |

| Cremona 29 agosto 2025, ore 18:30 CEST 2ª giornata | Cremonese | – referto | Sassuolo | Stadio Giovanni Zini |

| Reggio Emilia 14 settembre 2025, ore 18:00 CEST 3ª giornata | Sassuolo | – referto | Lazio | Mapei Stadium - Città del Tricolore |

| Milano 4ª giornata | Inter | – referto | Sassuolo | Stadio Giuseppe Meazza |

| Reggio Emilia 5ª giornata | Sassuolo | – referto | Udinese | Mapei Stadium - Città del Tricolore |

| Verona 6ª giornata | Verona | – referto | Sassuolo | Stadio Marcantonio Bentegodi |

| Lecce 7ª giornata | Lecce | – referto | Sassuolo | Stadio Via del mare |

| Reggio Emilia 8ª giornata | Sassuolo | – | Roma | Mapei Stadium - Città del Tricolore |

| Cagliari 9ª giornata | Cagliari | – referto | Sassuolo | Unipol Domus |

| Reggio Emilia 10ª giornata | Sassuolo | – referto | Genoa | Mapei Stadium - Città del Tricolore |

| Bergamo 11ª giornata | Atalanta | – referto | Sassuolo | Stadio Atleti Azzurri d'Italia |

| Reggio Emilia 12ª giornata | Sassuolo | – referto | Pisa | Mapei Stadium - Città del Tricolore |

| Como 13ª giornata | Como | – referto | Sassuolo | Stadio Giuseppe Sinigaglia |

| Reggio Emilia 14ª giornata | Sassuolo | – referto | Fiorentina | Mapei Stadium - Città del Tricolore |

### Coppa Italia
| Arbitro: | Turrini (Firenze) |

|          |           |  |
| Doig 32’ | Marcatori |  |

## Statistiche

### Statistiche di squadra
| Competizione | Punti | In casa | In casa | In casa | In casa | In casa | In casa | In trasferta | In trasferta | In trasferta | In trasferta | In trasferta | In trasferta | Totale | Totale | Totale | Totale | Totale | Totale | DR |
| Competizione | Punti | G       | V       | N       | P       | Gf      | Gs      | G            | V            | N            | P            | Gf           | Gs           | G      | V      | N      | P      | Gf     | Gs     | DR |
| ------------ | ----- | ------- | ------- | ------- | ------- | ------- | ------- | ------------ | ------------ | ------------ | ------------ | ------------ | ------------ | ------ | ------ | ------ | ------ | ------ | ------ | -- |
| Serie A      |       |         |         |         |         |         |         |              |              |              |              |              |              |        |        |        |        |        |        |    |
| Coppa Italia | -     | 1       | 1       | 0       | 0       | 1       | 0       |              |              |              |              |              |              | 1      | 1      | 0      | 0      | 1      | 0      | +1 |
| Totale       | -     | 1       | 1       | 0       | 0       | 1       | 0       |              |              |              |              |              |              | 1      | 1      | 0      | 0      | 1      | 0      | +1 |

### Andamento in campionato
| Giornata  | 1 | 2 | 3 | 4 | 5 | 6 | 7 | 8 | 9 | 10 | 11 | 12 | 13 | 14 | 15 | 16 | 17 | 18 | 19 | 20 | 21 | 22 | 23 | 24 | 25 | 26 | 27 | 28 | 29 | 30 | 31 | 32 | 33 | 34 | 35 | 36 | 37 | 38 |
| --------- | - | - | - | - | - | - | - | - | - | -- | -- | -- | -- | -- | -- | -- | -- | -- | -- | -- | -- | -- | -- | -- | -- | -- | -- | -- | -- | -- | -- | -- | -- | -- | -- | -- | -- | -- |
| Luogo     |   |   |   |   |   |   |   |   |   |    |    |    |    |    |    |    |    |    |    |    |    |    |    |    |    |    |    |    |    |    |    |    |    |    |    |    |    |    |
| Risultato |   |   |   |   |   |   |   |   |   |    |    |    |    |    |    |    |    |    |    |    |    |    |    |    |    |    |    |    |    |    |    |    |    |    |    |    |    |    |
| Posizione |   |   |   |   |   |   |   |   |   |    |    |    |    |    |    |    |    |    |    |    |    |    |    |    |    |    |    |    |    |    |    |    |    |    |    |    |    |    |

Fonte:  Serie A – Classifica giornata, su transfermarkt.it.
Legenda:

Luogo: C = Casa; T = Trasferta. Risultato: V = Vittoria; N = Pareggio; P = Sconfitta.

### Statistiche dei giocatori
| Giocatore      | Serie A  | Serie A | Serie A     | Serie A    | Coppa Italia} | Coppa Italia} | Coppa Italia} | Coppa Italia} | Totale   | Totale | Totale      | Totale     |
| Giocatore      | Presenze | Reti    | Ammonizioni | Espulsioni | Presenze      | Reti          | Ammonizioni   | Espulsioni    | Presenze | Reti   | Ammonizioni | Espulsioni |
| -------------- | -------- | ------- | ----------- | ---------- | ------------- | ------------- | ------------- | ------------- | -------- | ------ | ----------- | ---------- |
| D. Berardi     | 0        | 0       | 0           | 0          | 1             | 0             | 0             | 0             | 1        | 0      | 0           | 0          |
| D. Boloca      | 0        | 0       | 0           | 0          | 1             | 0             | 0             | 0             | 1        | 0      | 0           | 0          |
| F. Caligara    | 0        | 0       | 0           | 0          | 0             | 0             | 0             | 0             | 0        | 0      | 0           | 0          |
| F. Candé       | 0        | 0       | 0           | 0          | 0             | 0             | 0             | 0             | 0        | 0      | 0           | 0          |
| L. D'Andrea    | 0        | 0       | 0           | 0          | 0             | 0             | 0             | 0             | 0        | 0      | 0           | 0          |
| J. Doig        | 0        | 0       | 0           | 0          | 1             | 1             | 0             | 0             | 1        | 1      | 0           | 0          |
| A. Fadera      | 0        | 0       | 0           | 0          | 1             | 0             | 0             | 0             | 1        | 0      | 0           | 0          |
| A. Ghion       | 0        | 0       | 0           | 0          | 1             | 0             | 0             | 0             | 1        | 0      | 0           | 0          |
| J. Idzes       | 0        | 0       | 0           | 0          | 1             | 0             | 0             | 0             | 1        | 0      | 0           | 0          |
| E. Iannoni     | 0        | 0       | 0           | 0          | 1             | 0             | 0             | 0             | 1        | 0      | 0           | 0          |
| I. Koné        | 0        | 0       | 0           | 0          | 1             | 0             | 0             | 0             | 1        | 0      | 0           | 0          |
| A. Laurienté   | 0        | 0       | 0           | 0          | 1             | 0             | 0             | 0             | 1        | 0      | 0           | 0          |
| L. Lipani      | 0        | 0       | 0           | 0          | 1             | 0             | 0             | 0             | 1        | 0      | 0           | 0          |
| F. Missori     | 0        | 0       | 0           | 0          | 0             | 0             | 0             | 0             | 0        | 0      | 0           | 0          |
| L. Moro        | 0        | 0       | 0           | 0          | 0             | 0             | 0             | 0             | 0        | 0      | 0           | 0          |
| S. Mulattieri  | 0        | 0       | 0           | 0          | 0             | 0             | 0             | 0             | 0        | 0      | 0           | 0          |
| T. Muharemović | 0        | 0       | 0           | 0          | 1             | 0             | 0             | 0             | 1        | 0      | 0           | 0          |
| A. Murić       | 0        | -0      | 0           | 0          | 0             | -0            | 0             | 0             | 0        | -0     | 0           | 0          |
| C. Odenthal    | 0        | 0       | 0           | 0          | 0             | 0             | 0             | 0             | 0        | 0      | 0           | 0          |
| Y. Paz         | 0        | 0       | 0           | 0          | 0             | 0             | 0             | 0             | 0        | 0      | 0           | 0          |
| E. Pieragnolo  | 0        | 0       | 0           | 0          | 0             | 0             | 0             | 0             | 0        | 0      | 0           | 0          |
| N. Pierini     | 0        | 0       | 0           | 0          | 0             | 0             | 0             | 0             | 0        | 0      | 0           | 0          |
| A. Pinamonti   | 0        | 0       | 0           | 0          | 1             | 0             | 0             | 0             | 1        | 0      | 0           | 0          |
| F. Romagna     | 0        | 0       | 0           | 0          | 1             | 0             | 0             | 0             | 1        | 0      | 0           | 0          |
| F. Russo       | 0        | 0       | 0           | 0          | 0             | 0             | 0             | 0             | 0        | 0      | 0           | 0          |
| G. Satalino    | 0        | 0       | 0           | 0          | 0             | 0             | 0             | 0             | 0        | 0      | 0           | 0          |
| L. Skjellerup  | 0        | 0       | 0           | 0          | 0             | 0             | 0             | 0             | 0        | 0      | 0           | 0          |
| S. Turati      | 0        | -0      | 0           | 0          | 1             | -0            | 0             | 0             | 1        | -0     | 0           | 0          |
| K. Thorstvedt  | 0        | 0       | 0           | 0          | 0             | 0             | 0             | 0             | 0        | 0      | 0           | 0          |
| C. Volpato     | 0        | 0       | 0           | 0          | 1             | 0             | 0             | 0             | 1        | 0      | 0           | 0          |
| S. Walukiewicz | 0        | 0       | 0           | 0          | 1             | 0             | 0             | 0             | 1        | 0      | 0           | 0          |